# Gab Bouchard
Pour les articles homonymes, voir Bouchard.
Gabriel Bouchard, mieux connu sous le nom de Gab Bouchard, est un auteur-compositeur-interprète de folk et de pop-rock québécois originaire de Saint-Prime au Saguenay–Lac-Saint-Jean. Il a publié deux albums sous le label Bravo Musique.

## Biographie
En 2018, Gab Bouchard participe aux Francouvertes, se rendant jusqu'en demi-finale. Cela lui permettra de signer chez Grosse Boîte (qui deviendra Bravo Musique en 2021).
En février 2020, Bouchard lance son premier album Triste pareil. Celui-ci sera nommé dans la catégorie « Indie Rock » aux prix GAMIQ 2020. Toutefois, en raison du déclenchement de la pandémie de Covid-19 quelques semaines après le lancement de son album, Bouchard n'aura que le temps de faire deux arrêts de sa tournée de spectacles.
Malgré l'annulation de la quasi-totalité de ses spectacles, il produira la websérie humoristique Cool pareil, qui lui vaudra une nomination dans la catégorie « Artiste ayant le plus rayonné sur le web » au 44e gala des prix Félix.

En août 2022, Gab Bouchard lance son deuxième album sous le label Bravo Musique, Grafignes. Dans celui-ci, l'auteur-compositeur-interprète aborde des sujets plus sombres, comme la dépression, le suicide, les peines d'amour et le désespoir. Tel que l'explique Josée Lapointe dans un article de La Presse, 
[Grafignes est] un album qui est peut-être plus sage que son prédécesseur, mais pas plus lisse : les guitares pleurent, les mélodies s’incrustent, la légèreté vient contrebalancer la tristesse des propos et, surtout, surtout, la vie y déborde de partout.
Il reçoit deux nominations au gala de l'ADISQ 2023, soit dans les catégories du choix de la critique et album rock de l'année.
De plus, l'ajout du claviériste Mathieu Quenneville dans l'équipe de production de l'album, chapeauté par Olivier Langevin (connu comme membre du groupe Galaxie), a permis le développement important du côté instrumental des arrangements. On y note des influences de la musique des années 1970, notamment John Lennon et Leon Russell.
En 2023, Gab Bouchard et Mathieu Quenneville remportent le Prix de la chanson SOCAN pour la pièce Ton shift est pas fini,.

## Performances
Le samedi 22 juin 2024, l'artiste performe au festival des Francos de Montréal sur la scène Loto Québec.